# Laura Gómez Ropiñón
Laura Gómez Ropiñón (Valencia, 19 de abril de 1984) es una deportista española que compite en judo. Ganó una medalla de bronce en el Campeonato Europeo de Judo de 2013, en la categoría de –52 kg.

## Palmarés internacional
| Campeonato Europeo | Campeonato Europeo | Campeonato Europeo | Campeonato Europeo |
| Año                | Lugar              | Medalla            | Categoría          |
| ------------------ | ------------------ | ------------------ | ------------------ |
| 2013               | Budapest (Hungría) | Medalla de bronce  | –52 kg             |